# Portulaca zaffranii
Portulaca zaffranii är en portlakväxtart som beskrevs av Avinoam Danin. Portulaca zaffranii ingår i släktet portlaker, och familjen portlakväxter. Inga underarter finns listade i Catalogue of Life.